# Пол де Ман
Пол де Ман (роден на 6 декември 1919 в Антверпен, Белгия, починал на 21 декември 1983 в Ню Хейвън, Кънектикът, САЩ е американски философ и литературовед, представител на Йейлската школа.

## Биография
През 1940 г. по препоръка на чичо му Хендрик де Ман младият Пол получава поста на главен редактор на белгийския колаборационистки спрямо нацистите вестник „Le Soir“. През 1948 г. емигрира в САЩ, където става преподавател в колежа „Бард“. През 1960 г. завършва „Сравнително литературознание“ в Харвардския университет. Преподава в университета „Джонс Хопкинс“, след това в Университета Корнел и в Цюрихския университет. Но най-важният период от професионалната му кариера е свързан с Йейлския университет (1970—83). Към датата на смъртта си от рак той е ръководител на департамента по сравнително литературознание в Йейл. 
Научен ръководител е на дисертациите на Гаятри Чакраворти Спивак (в Корнел), Барбара Джонсън (в Йейл), Самюъл Уебър (в Корнел) и други.
Приятел и професионален съратник на Жак Дерида.
След смъртта му са открити повече от 200 негови статии в „Le Soir“, сред които и такива, съдържащи антисемитски излияния. Скандалът се отразява на репутацията на целия деконструктивизъм като литературна теория.

## Влияние и наследство
Сред повлияните от Де Ман учени са и българските литературоведи Димитър Камбуров, Бойко Пенчев и Морис Фадел.

### Книги на Де Ман
- Allegories of Reading: Figural Language in Rousseau, Nietzsche, Rilke, and Proust, (ISBN 0-300-02845-8) 1979
  - Алегории на четенето: Фигуративният език у Русо, Ницше, Рилке и Пруст . Прев. Д.Камбуров, И.Мерджанова, К.Лазарова, София: Критика и хуманизъм, 2000. 335 с. [1]
- Blindness and Insight: Essays in the Rhetoric of Contemporary Criticism (Слепота и прозрение: Есета по реторика на съвременното литературознание) (2nd ed.), (ISBN 0-8166-1135-1) 1983
- The Rhetoric of Romanticism (Реторика на Романтизма), (ISBN 0-231-05527-7) 1984
- The Resistance to Theory (Съпротивата спрямо теорията), (ISBN 0-8166-1294-3) 1986
- Wartime Journalism, 1934–1943 (Текстове от пресата от годините на Втората световна война), (ISBN 0-8032-1684-X) eds. Werner Hamacher, Neil Hertz, Thomas Keenan, 1988
- Critical Writings: 1953-1978 (Литературоведски съчинения), (ISBN 0-8166-1695-7) Lindsay Waters (ed.), 1989
- Romanticism and Contemporary Criticism: The Gauss Seminar and Other Papers (Романтизмът и съвременното литературознание: Лекции от The Gauss Seminar и други текстове), (ISBN 0-8166-1695-7) eds. E. S. Burt, Kevin Newmark, and Andrzej Warminski, 1993
- Aesthetic Ideology (Естетическата идеология), (ISBN 0-8166-2204-3) ed. Andrzej Warminski, 1996
- The Post-Romantic Predicament (Постромантическото затруднение), (ISBN 978-0-7486-4105-5) ed. Martin McQuillan, 2012 [дисертацията на Де Ман, плюс негови текстове от годините в Харвардския университет, 1956-1961]

### За него
- Tom Cohen, Barbara Cohen, J. Hillis Miller, Andrzej Warminski (eds.), Material Events: Paul de Man and the Afterlife of Theory. Univ Of Minnesota Press, 2000, 416 p. (ISBN 978-0-8166-3614-3)
- Ortwin De Graef. Serenity in Crisis: A Preface to Paul de Man, 1939-1960. University of Nebraska Press, 1993, 242 p. (ISBN 978-0-8032-1694-5)
- Ortwin De Graef. Titanic Light: Paul de Man's Post-Romanticism. University of Nebraska Press, 1995, 289 p. (ISBN 978-0-8032-1695-2)
- Jacques Derrida, Memoires for Paul de Man. Columbia University Press, 1986. (ISBN 978-0-231-06232-9)
- Rodolphe Gasché, The Wild Card of Reading. Harvard University Press, 1998, 309 p. (ISBN 978-0-674-95296-6)
- Christopher Norris, Paul de Man: Deconstruction and the Critique of Aesthetic Ideology. Routledge, 1988, 218 p. (ISBN 978-0-415-90079-9)
- David Lehman, Signs of the times: Deconstruction and the Fall of Paul de Man. Poseidon Press, 1991, 318 p. (ISBN 978-0-671-68239-2)
- Lindsay Waters & Wlad Godzich, Reading de Man Reading. University of Minnesota Press, 1989.
- Морис Фадел, Пол де Ман: опити с невъзможното. София: Издателски център „Боян Пенев“, 2002, 191 с. (ISBN 954-8712-17-2)